# Кравчук, Василиса Владимировна
Василиса Владимировна Кравчук (род. 16 августа 1987 года) — российская пловчиха в ластах, заслуженный мастер спорта России.

## Карьера
Василиса Кравчук — 11-кратная чемпионка мира. Специализируется на средних дистанциях. Тренирует спортсменку её мама Людмила Эдуардовна Кравчук.
Многократный победитель и призёр чемпионатов России, Европы и мира.
Спортсмен-инструктор Кемеровской областной школы высшего спортивного мастерства.